# Рота (аеропорт)
Міжнародний аеропорт Рота (англ. Rota International Airport, (IATA: ROP, ICAO: PGRO, FAA ідент. місц.: GRO)) — цивільний аеропорт, розташований біля селища Синапало на острові Рота, Північні Маріанські острови. Порт знаходиться у власності Управління аеропортами Співтовариства Маріанських островів.
На відміну від більшості аеропортів Сполучених Штатів Америки, що мають співпадаючі коди ІАТА і LID, Міжнародного аеропорту Рота присвоєно код АФС «GRO», призначений як код ІАТА іспанському Аеропорту Жирона — Коста-Брава.

## Загальні відомості
Міжнародний аеропорт Рота займає площу в 324 гектара, розташований на висоті 185 метрів над рівнем моря і експлуатує одну злітно-посадкову смугу 9/27 розмірами 1829 × 46 метрів з асфальтовим покриттям.
В період з 31 березня 2006 по 31 березня 2007 року Міжнародний аеропорт Рота обробив 6550 операцій зльотів та посадок повітряних суден (в середньому 17 операцій щодня), із них 94 % рейсів довелося на аеротаксі, 4 % — на авіацію загального призначення і 2 % склали рейси військової авіації.
Оскільки Співдружність Північних Маріанських островів має різну із США юрисдикцію митних і імміграційних органів — офіси даних служб в Міжнародному аеропорту Рота працюють для всіх рейсів, що прибувають, включаючи і рейси з аеропортів Сполучених Штатів Америки.
У березні 2006 року в аеропорту відкрило своє представництво Управління безпеки на транспорті США (TSA). З моменту утворення Управління у 2002 році і аж до 2006 року пасажири, які прибувають у Міжнародний аеропорт Рота перевірялися співробітниками TSA в Міжнародному аеропорту Гуам і Міжнародному аеропорту Сайпан, що викликало серйозні незручності як для пасажирів, так і для самої служби безпеки на транспорті.

## Авіакомпанії і пункти призначення
| Авіакомпанія                            | Пункт призначення       |
| --------------------------------------- | ----------------------- |
| Freedom Air                             | Гуам, Сайпан            |
| Continental Connection виконує Cape Air | Гуам, Сайпан (сезонний) |